# Sphaeralcea ambigua
Espèce
Sphaeralcea ambigua est une espèce végétale de la famille des Malvaceae, originaire du continent nord-américain.

## Description morphologique

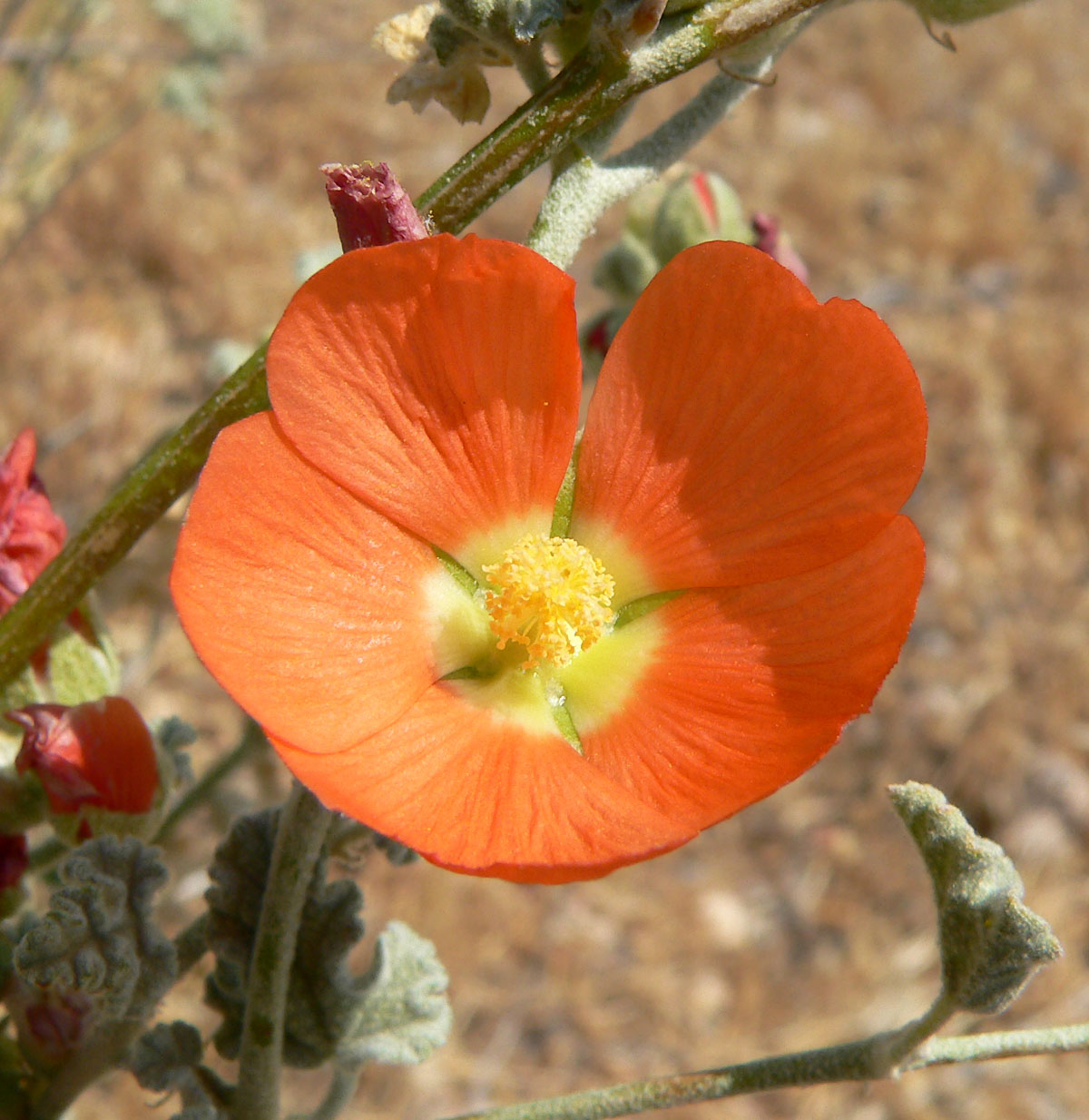
Détail d'une fleur

### Appareil végétatif
Cette plante duveuteuse, à port érigé, de 50 à 100 cm de hauteur, présente le plus souvent de nombreuses tiges. Les feuilles de 2 à 6,3 cm de longueur sont de forme globalement ovale mais leur mage est lobée et festonnée.

### Appareil reproducteur
La floraison a lieu entre mars et juin.
Les fleurs rouge-orangé mesurent de 1,3 à 3,8 cm de diamètre. Elles possèdent 5 pétales et de nombreuses étamines jointes pour former un tube autour du pistil.
Il existe une variété dont les pétales sont d'une couleur rose violacé pâle.

## Répartition et habitat
Cette plante vit dans les zones désertiques du sud-ouest des États-Unis et du nord-ouest du Mexique. La limite nord de son aire de répartition va du sud de la Californie au sud-ouest de l'Utah et au centre de l'Arizona.
Elle pousse sur les pentes et replats de ces déserts, mais peut en altitude se trouver au sein de l'association Pinus-Juniperus.